# Natal'ja Sokolova (sciatrice)
Natal'ja L'vovna Sokolova, accreditata come Natallia Sakalova dalla FIS (in russo Наталья Львовна Соколова?; Čeljabinsk, 23 ottobre 1973), è un'ex biatleta e fondista russa naturalizzata bielorussa, nazione per la quale gareggiò dal 2004 al 2009. È indicata anche con la variante bielorussa del suo nome, Наталля Сакалова (Natallja Sakalova).

## Biografia
Attiva principalmente nel biathlon, in Coppa del Mondo ottenne il primo risultato di rilievo il 6 dicembre 1997 a Lillehammer (82ª) e ottenne l'unico podio il 19 gennaio 2007 a Pokljuka (3ª).
In carriera prese parte a due edizioni dei Campionati mondiali (5ª nella staffetta ad Anterselva 2007 il miglior piazzamento).
Partecipò anche ad alcune competizioni di sci di fondo: vanta una presenza in Coppa del Mondo, il 20 novembre 2005 a Beitostølen (14ª).

## Palmarès

### Biathlon

#### Coppa del Mondo
- Miglior piazzamento in classifica generale: 18ª nel 2007
- 1 podio (individuale[1]):
  - 1 terzo posto